# 셰그스
셰그스(영어: The Shaggs)는 1965년 미국 뉴햄프셔주의 프리몬트에서 결성한 록 밴드이다. 보컬리스트 겸 리드 기타리스트 도로시 "닷" 위긴, 보컬리스트 겸 리듬 기타리스트 베티 위긴, 드럼 헬렌 위긴, 후에 합류하는 베이스 기타리스트 레이철 위긴까지 자매로 구성되어 있다. 셰그스의 음악은 역대 최악의 음악과 의도되지 않은 탁월함이라는 평가를 동시에 받고 있다.
셰그스는 아버지인 오스틴 위긴이 자신의 딸들이 유명한 밴드를 하게 될 것이라는 어머니의 예측을 이루기 위해 강제로 결성되었다. 몇 년 동안 오스틴은 자매들을 매일 연습시키고 매주 프리몬트 타운 홀에 연주하도록 만들었다. 1969년, 오스틴은 셰그스가 음반 《Philosophy of the World》를 만들 수 있도록 하였으며, 음반은 1969년 지역 레이블에 한정적으로 발매되었다. 음반에 대한 반응은 전혀 없었으며, 셰그스는 오스틴의 사망 이후 해체되었다.
셰그스는 음악가가 되는 것에 관심이 없었으며, 작사 작곡이나 공연에 능숙하지 않았다. 셰그스는 조율되지 않은 기타로 기괴한 곡들을 작곡했고, 불규칙하게 노래의 빠르기를 바꾸고, 드럼 파트를 분리하였으며, 방황하는 듯한 멜로디와 애완 동물과 가족에 대한 기본적인 가사를 썼다. 롤링 스톤은 셰그스가 "생기 없는 트랩 패밀리 싱어스"처럼 노래한다고 썼으나, 밴드 NRBQ의 테리 애덤스는 멜로디와 구조를 오넷 콜먼의 프리 재즈 작품에 비유하였다.
수십 년이 지나며 《Philosophy of the World》는 프랭크 자파나 커트 코베인같은 음악가르 포함하여 컬트적인 인기를 끌었다. 1980년 라운더 레코드에서 재발매 된 이후에는, 롤링 스톤과 빌리지 보이스의 리뷰가 써지기도 하였다. 1982년 공개되지 않은 작품이 포함된 《Shaggs' Own Thing》이 발매되었다. 셰그스는 1990년대 아웃사이더 음악에 대한 관심도가 높아지며 유명의 대상이 되었고, 트위 팝의 발전에 영향을 준 것으로 인정받고 있다. 닷과 베티는 1999년과 2017년 공연을 위해 재결합했으며, 헬렌은 2006년 사망하였다. 닷은 닷 위긴 밴드라는 명의로 이전에 녹음되지 않은 셰그스의 곡들을 포함한 앨범을 2013년에 발매하였다.

## 역사

### 1965~1968년: 결성 및 첫 해
셰그스는 1965년 당시 청소년이던 세 자매 도로시 "닷" 위긴, 베티 위긴과 헬렌 위긴이 뉴햄프셔주의 프리몬트에 위치한 작은 마을에서 결성되었다. 닷은 노래를 작곡하고 노래를 부르며 리드 기타를 연주했으며, 밴드 내에서 가장 어렸던 베티는 리듬 기타와 노래를 불렀다. 맏이였던 헬렌은 드럼을 연주했다. 막내인 레이철은 가끔씩 밴드에서 베이스 기타를 연주했다.
셰그스는 아버지 겸 매니저였던 오스틴 위긴스 주니어의 명령으로 결성되었다. 오스틴은 뉴햄프셔주 엑스터에서 방적공으로 일했으나, 가족은 풍족하게 살지 못하였다. 프리몬트 주민은 오스틴을 웃음을 거의 보이지 않는 재미없는 남성이라고 회고했다. 오스틴은 엄격하고 구시대적이었으며, 여자 자식들이 사회에 나가거나, 친구 또는 남자친구를 사귀거나, 콘서트를 관람하러가는 것을 제한하였다. 베티는 모든 것을 놓쳤다고 언급하며 차를 얻어 집을 떠나는 상상을 했다고 밝혔다. 일부는 자식들이 가정 학대를 받았다고 언급하였으며, 헬렌은 자신과 아버지가 "부적절하게 성적으로 은밀"하였다고 이야기했다.
오스틴이 어렸을 때 오스틴의 어머니는 오스틴의 손금을 읽어주었고, 오스틴이 붉은 기가 도는 금발 여성과 결혼하고, 아내가 사망한 후 두 명의 아들이 있을 것이라는 것과, 딸들이 유명한 밴드가 된다는 세 가지 예측을 하였다. 첫 두 예측이 적중하였을 때 오스틴은 세 번째 예측을 이루기 위한 갈망을 가졌다. 닷은 오스틴은 자주 교령회를 열어 엄마와 소통하려는 시도를 했다고 언급하였다. 또한 닷은 자매가 아버지를 미쳤다고 생각하였지만, 아버지의 눈에 할머니를 모욕하는 어떤 것도 하고 싶지 않았다고 말했다. 닷은 오스틴이 음악에는 관심이 없었고 그저 예측을 맞추기 위해 밴드를 만들었다고 답했다.
오스틴은 딸들을 학교를 그만두게 하고 악기를 사준 뒤 음악과 보컬 수업을 받을 수 있도록 환경을 만들었다. 오스틴은 1959년에 개봉한 영화 《쉐기 독》에 영감을 받아 밴드 이름을 셰그스라고 지었다. 또한 매일 몇 시간 씩 건강 체조와 밴드 연습으로 스케줄을 짰다. 자매는 음악가가 되는 것에 관심이 없었고 리허설을 좋아하지 않았다. 닷은 후에 "[우리 아버지는] 고집이 세고 변덕스러웠다. 그는 우리를 감독했다. 우리는 복종할 수 밖에 없었다. 아니면 우리의 최선을 다했다."고 말하였다. 자매는 아버지가 외출했을 때 가끔 호수에 가서 연습을 한 것처럼 보이도록 악기를 정리하였다.
1968년 엑스터에서 열린 공연회에서 첫 공연을 가진 셰그스는 조롱을 받았다. 지역 양로원에서 공연을 한 후 오스틴은 셰그스가 주말마다 프리몬트 타운 홀에서 연주할 수 있도록 주선하였고, 가끔 형제인 오스틴 3세와 드럼을 연주하는 로버트를 함께 연주하도록 시키기도 했다. 공연에는 100명의 청소년들을 끌어모았으나, 청소년들은 야유를 퍼붓거나 쓰레기를 던지는 등 부정적인 반응을 비쳤다. 자매의 아버지가 지배적이라는 소문이 퍼졌으며, 닷은 고등학교에 다니는 레이철이 괴롭힘을 당했다고 말하였다. 셰그스는 자신들이 좋은 음악가라고 느끼지 못하였으며, 공연을 창피하게 생각하였다. 2015년 한 타운 홀에서 셰그스가 공연한 영상이 공개되었는데, 영상에는 셰그스가 손으로 쓴 차트의 곡들을 연주하고 기본적인 안무를 선보인 모습이 담겼다.

### 1969년: 《Philosophy of the World》
1969년 3월, 오스틴은 셰그스가 매사추세츠주의 리비어에 소재한 플리트우드 스튜디오에서 녹음을 할 수 있도록 만들었다. 플리트우드 스튜디오는 지역 록 밴드나 학교 악단이 주로 녹음을 하는 곳이었다. 셰그스는 녹음을 할 준비가 되어 있지 않다고 생각하였으며, 스튜디오의 한 엔지니어는 그들이 "비참해 보였다"고 회상하였다. 오스틴은 셰그스가 준비되지 않았다는 엔지니어의 의견을 일축하며 "나는 애들이 치열해 할 때 노래를 얻고 싶다"고 발언했다. 프로듀서인 바비 헌은 스튜디오 스태프가 컨트롤 룸의 문을 닫고 "바닥을 구르며 웃었다"고 회상했다.
음반은 하루 만에 모두 녹음되었다. 〈My Pal Foot Foot〉과 〈Things I Wonder〉는 플리트우드 레코드에서 45rpm 싱글로 발매되었다. 얼마 지나지 않아 헌과 다른 플리트우드의 직원인 찰리 드라이어는 매사추세츠주의 자메이카플레인에 위치한 서드 월드 레코딩 스튜디오를 구입하였다. 그들은 셰그스의 작업물을 리믹스 하기 위해 작업하였고, 세션 음악가를 고용해 파트를 재녹음하였지만, 음악가들이 셰그스의 불규칙한 타이밍을 맞추지 못하자 시도는 무산되었다. 오스틴은 셰그스의 첫 음반인 《Philosophy of the World》가 천 장을 출판하는 데 돈을 지불하였다. 오스틴은 이 음반의 라이너 노트를 썼는데, 라이너 노트에는 셰그스가 음악을 만드는 것을 좋아했으며, "진짜이고, 순수하며, 외부의 영향을 받지 않았다"고 썼다.
많은 이들은 드레이어가 100장의 음반만 전달하고 나머지 900장과 함께 사라졌다고 이야기하였다. 닷은 드레이어가 오스틴의 돈을 훔쳤으며 추적할 수 없었다고 말하였다. 그러나 음악 전문가 해리 팔머에 따르면 드레이어는 오스틴이 누군가 셰그스의 음악을 따라할까 봐 여분의 복사본을 배포하는 것을 허락하지 않았다고 말했다. 팔머는 드레이어가 음반 상자를 스튜디오에 보관하고 있었으며, 요청하는 사람에겐 누구나 줄 것이라고 말했다. 언론인 어윈 추시드는 당시 드레이어가 음반을 훔쳤을 가능성은 없다고 주장하였다. 《Philosophy of the World》에 관한 어떠한 언론의 보도도 없었으며, 셰그는 지역 내에서 공연을 재개하였다.

### 1970년대: 밴드의 말년 및 해체
드레이어에게 《Philosophy of the World》의 피지컬 몇 장을 받은 팔머는 흥미를 느꼈고, 셰그스가 청중을 가지고 있을 지 의문을 품었다. 1970년 또는 1971년에 프리몬트에서 진행된 공연 중 하나에 참석한 드레이어와 팔머는 현지인들이 음악에 맞춰 어색하게 춤을 추는 것을 놀라며, 살아있는 시체들의 밤에 나오는 좀비처럼 움직이는 것이 좋다고 생각하였다. 팔머는 셰그스를 홍보하기 위해 오스틴에게 접촉하였으나, 사람들이 셰그스를 비웃고, 이것이 문제가 되는지 물어보았다는 걸 강조하였다. 오스틴은 체념으로 대답하였다. 팔머는 자신이 셰그스를 괴짜 쇼로 이용할 위험에 처해 있다고 판단하였고, 셰그스를 계속 뒤쫓지 않았다.
1973년 셰그스의 주간 타운 홀 공연은 프리몬트 마을의 감독관들에 의해 중단되었다. 자매는 이제 어른이 되어 아버지의 통제에 지쳐 있었기 때문에 안도하였다. 당시 28세였던 헬렌이 비밀리에 결혼하였다는 사실을 알게 된 오스틴은 산탄총으로 남편을 내쫓았다. 경찰이 개입한 후 헬렌은 남편과 함께하기 위해 가족을 떠났지만, 후에 밴드에 다시 합류하였다.
1975년 오스틴은 또 다른 녹음 세션을 위해 셰그스를 플리트우드 스튜디오로 다시 데려갔다. 비록 셰그스는 수백 시간의 연습을 통해 더 능숙해졌으나, 엔지니어는 셰그스의 형편없는 성과에 대해 말하며 미안함을 느꼈다. 엔지니어는 셰그스에게 녹음한 것을 다시 들려줄 때 음조가 맞지 않는 기타나 흐트러진 리듬을 알아채지 못했다고 회상하였다.
1975년 세션의 녹음은 공개되지 않았다. 그리고 얼마 지나지 않아 오스틴은 심장마비로 47세의 나이에 사망하였다. 몇 년 후, 베티와 도트는 결혼을 하여 이사를 갔으며, 아머니는 가족의 집을 판매하였다. 새 주인은 그 집에 오스틴의 유령이 있다고 확신하여 집을 소방 훈련 집으로 사용하도록 프리몬트 소방서에 기부하였다. 위긴 자매는 음악으로부터 이익을 얻은 적이 없었으며, 가족을 부양하기 위해 블루 칼라 직업을 택하였다.

### 1980년대: 컬트적인 인기 및 재발매
1980년대에 이르러서는 《Philosophy of the World》가 음악가들 사이에서 유통되었다. 음반은 프랭크 자파, 보니 레잇, 조너선 리치먼, 칼라 블레이 등을 포함하여 컬트적인 인기를 끌었다. 자파는 1970년대 초 닥터 디멘토의 쇼에 출연하였을 때 음반의 두 곡을 연주하였다. 자파가 셰그스를 "비틀즈보다 낫다"고 불렀다고 알려져 있으나, 이는 거짓일 수도 있다. 보스턴 라디오 방송국인 WBCN-FM에서도 셰그스의 트랙이 재생되었다.
미국의 밴드 NRBQ의 테리 애덤스와 톰 아르돌리노의 팬들을 끌어들였다. 애덤스는 셰그스의 음악에서 아름다움과 독창성이 보였으며, "당시 작곡에 대한 정상적 사고 과정을 벗어난 것"이라고 발언했다. 애덤스는 위긴 자매를 추적해 1980년 NRBQ의 레코드 레이블이었던 라운더 레코드에서 《Philosophy of the World》를 재발매하도록 설득하였다.
롤링 스톤에 재발매 리뷰를 쓴 데브레 레이 코언은 《Philosophy of the World》를 보고 "내가 들어본 음반 중 가장 토가 나올 것 같고 가장 놀랍도록 끔찍한 음반"이라고 묘사하였다. 그 해 롤링 스톤의 또 다른 리뷰에서 크리스 코넬리는 《Philosophy of the World》가 지금까지 녹음된 음반 중 최악의 음반이 될 수 있다고 언급했다. 롤링 스톤은 "올해의 컴백"이라고 묘사했다. 빌리지 보이스에 글을 기고한 레스터 뱅스는 "이것은 어떻게 들리는가? 완벽하게 들린다! 그들은 조금의 음악도 연주할 수 없다! 하지만 그들은 올바른 태도를 취하였는데 이것이 첫 날부터 존재하던 로큰롤이었다."고 언급하였다. 코언은 비틀즈, 밥 딜런, 틴에이저 지저스 앤드 더 저크스와 함께 "로큰롤 역사의 랜드마크 중 하나"라고 표현하였다. 2004년, 피치포크는 "오스틴이 원해던 바로 그 반대의 청중들, 즉 긴 머리의 아방가르드 지식인들에게 받아들여졌다"고 언급하였다.
애덤스와 아르돌리노는 1969년과 1975년에 만들어진 미공개 곡들로 구성된 컴필레이션 《Shaggs' Own Thing》을 1982년에 발매하였다. 타이틀곡은 오스틴과 장남 로버트의 듀엣 곡이다. 피치포크는 오스틴이 다른 남자, 즉 그의 아들을 "그의 여자"와 함께 "그것을 해"라고 노래하는 걸 언급하며 "특히나 불안하고" 의도치 않은 오이디푸스 콤플렉스라고 묘사했다. 1988년 《Philosophy of he World》와 《Shaggs' Own Thing》은 라운더 레코드에 의해 《The Shaggs》라는 이름을 재발매되었다.

## 멤버
- 도로시 "닷" 위긴 – 보컬, 리드 기타
- 베티 위긴 – 보컬, 리듬 기타
- 헬렌 위긴 – 드럼
- 레이철 위긴 – 베이스 기타

## 디스코그래피

### 정규 음반
- Philosophy of the World (초판: 서드 월드 레코드, TCLP 3001, 1969, 재판: 레드 루스터/라운더 3032, 1980)

### 컴필레이션 음반
- Shagg's Own Thing (레드 루스터/라운더, 1982)
- The Shaggs (《Philosophy of the World》와 《Shaggs' Own Thing》이 포함된 CD, 라운더 레코드, 1988)

### 싱글
- "My Pal Foot Foot / Things I Wonder" (플리트우드 FL 4584, 1969, Shags로 표기됨)

### 헌정 음반
- Better than the Beatles – A Tribute to the Shaggs (2001)

### VA 컴필레이션
- Songs in the Key of Z – The Curious Universe of Outsider Music (2000)